# Gundars Upenieks
Gundars Upenieks, né le 31 mars 1971 à Madona, est un biathlète letton, participant à quatre éditions des Jeux olympiques.

## Biographie
Il commence sa carrière internationale aux Jeux olympiques d'hiver de 1992, où son meilleur résultat individuel est une 35e place. Lors des Jeux olympiques d'hiver de 1994, il améliore cette performance par une 19e position à l'individuel.
Aux Jeux olympiques d'hiver de 1998, il se retrouve sixième avec le relais. Aux Championnats du monde 1999, il est quatorzième du sprint, soit son meilleur résultat individuel dans une grande compétition internationale et également cinquième du relais.
En 2002, il participe aux Jeux olympiques de Salt Lake City, enregistre son meilleur résultat en Coupe du monde avec une douzième place à Osrblie et est médaillé de bronze en relais aux Championnats d'Europe avant de prendre sa retraite sportive.

## Palmarès

### Jeux olympiques
| Épreuve / Édition                   | Individuel | Sprint | Poursuite                        | Départ en masse                  | Relais |
| Jeux olympiques 1992 Albertville    | 35e        | 44e    | Épreuve inexistante à cette date | Épreuve inexistante à cette date | 16e    |
| Jeux olympiques 1994 Lillehammer    | 19e        | -      | Épreuve inexistante à cette date | Épreuve inexistante à cette date | 16e    |
| Jeux olympiques 1998 Nagano         | 66e        | -      | Épreuve inexistante à cette date | Épreuve inexistante à cette date | 6e     |
| Jeux olympiques 2002 Salt Lake City | 71e        | 65e    | -                                | Épreuve inexistante à cette date | 17e    |

Légende :
- — : pas de participation à l'épreuve
- : pas d'épreuve

### Championnats du monde
| Épreuve / Édition                 | individuel                       | Sprint                           | Poursuite                        | Départ en masse                  | Relais                           | Course par équipes               |
| Mondiaux 1992 Novossibirsk        | Épreuve inexistante à cette date | Épreuve inexistante à cette date | Épreuve inexistante à cette date | Épreuve inexistante à cette date | Épreuve inexistante à cette date | 10e                              |
| Mondiaux 1993 Borovets            | 84e                              | -                                | Épreuve inexistante à cette date | Épreuve inexistante à cette date | 18e                              | 19e                              |
| Mondiaux 1995 Antholz Anterselva  | -                                | 48e                              | Épreuve inexistante à cette date | Épreuve inexistante à cette date | 12e                              | 7e                               |
| Mondiaux 1996 Ruhpolding          | 28e                              | 32e                              | Épreuve inexistante à cette date | Épreuve inexistante à cette date | 11e                              | —                                |
| Mondiaux 1997 Osrblie             | -                                | 60e                              | -                                | Épreuve inexistante à cette date | 12e                              | 12e                              |
| Mondiaux 1998 Pokljuka Hochfilzen | Épreuve inexistante à cette date | Épreuve inexistante à cette date | -                                | Épreuve inexistante à cette date | Épreuve inexistante à cette date | 8e                               |
| Mondiaux 1999 Kontiolahti Oslo    | 51e                              | 14e                              | 31e                              | -                                | 5e                               | Épreuve inexistante à cette date |
| Mondiaux 2000 Oslo Lahti          | 42e                              | -                                | -                                | -                                | 6e                               | Épreuve inexistante à cette date |
| Mondiaux 2001 Pokljuka            | 56e                              | -                                | -                                | -                                | 9e                               | Épreuve inexistante à cette date |

### Coupe du monde
- Meilleur classement général : 52e en 1999.
- Meilleur résultat individuel : 12e

### Championnats d'Europe
- Médaille de bronze du relais en 2002.

### Championnats du monde de biathlon d'été
- Médaille d'argent du relais en 1999, 2000 et 2001 (cross).